# 烏底耶塔加羅
烏底耶塔加羅（Udyotakara或Uddyotakara，約公元6世紀）是印度正理論派哲學家，苏磐图的中提及他是正理論的拯救者。烏底耶塔加羅屬於婆羅門Bharadvaja以及宗派Pashupata 。他的哲學論文是為捍衛筏磋衍那的而作的，後一部作品受到了陳那的批評。
烏底耶塔加羅的生平不詳，他自己作品中唯一提及的地點是Shrughna， 即現在哈里亞納邦雅姆納納加爾縣的Sugh。